# Muriel Barbery
Muriel Barbery, född 1969 i Casablanca, Marocko, är en fransk författare och filosofilärare. Hon blev mycket känd för sin roman Igelkottens elegans (L'Élégance du hérisson), som efter utgivningen 2006 snabbt blev en storsäljare, men debuterade 2000 med Smaken.